# Nebulizador

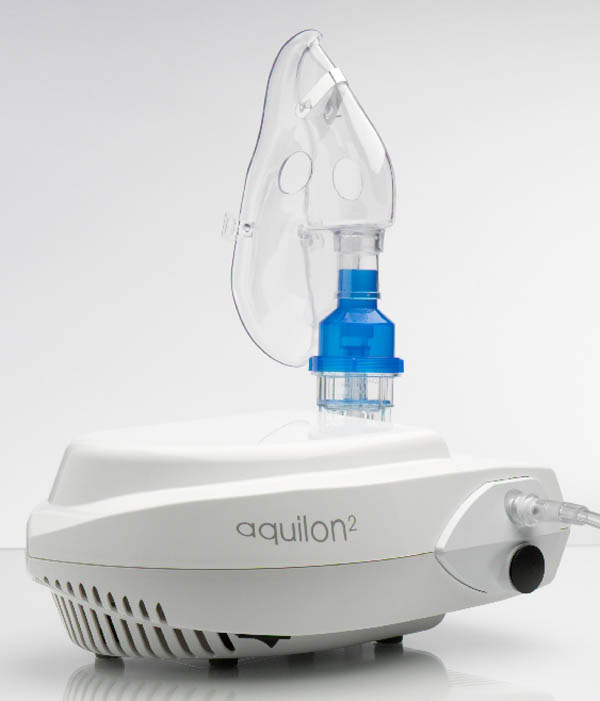
Exemplo de um moderno nebulizador doméstico.

Na medicina, nebulizador é um aparelho que utiliza a nebulização, ou seja, um método de administrar algum tipo de medicamento sob a forma de vapor, que então é inalada para os pulmões pelo paciente através de uma máscara ligada ao equipamento. Os nebulizadores podem ser domésticos ou hospitalares. Os nebulizadores são comumente usados para o tratamento de asma, fibrose cística, DPOC e outras doenças ou distúrbios respiratórios. Eles usam oxigênio, ar comprimido ou energia ultrassônica para quebrar soluções e suspensões em pequenos aerossóis que são inalados no bocal do dispositivo. Um aerossol é uma mistura de gás e partículas sólidas ou líquidas.